# جمهوری شوروی سوسیالیستی اوکراین
جمهوری سوسیالیستی شوروی اوکراین یا جمهوری شوروی سوسیالیستی اوکراین، یکی از ۱۵ جمهوری تشکیل‌دهندهٔ اتحاد جماهیر شوروی بود.
این جمهوری، همراه با جمهوری فدراتیو سوسیالیستی شوروی روسیه، جمهوری سوسیالیستی شوروی بلاروس و جمهوری سوسیالیستی ماوراء قفقاز شوروی، ۴ عضو اولیهٔ تشکیل‌دهندهٔ اتحاد جماهیر شوروی در سال ۱۹۲۲ بودند.